# Condado de Luzerne
El condado de Luzerne es un condado ubicado en el estado de Pensilvania. En 2000, su población era de 319.250 habitantes. El condado fue creado en 1786 a partir de partes del Condado de Northumberland. Su sede está en Wilkes-Barre. El Condado de Luzerne es tristemente recordado por la Masacre de Latimer en 1897, donde fuerzas del orden dispararon contra una manifestación de mineros desarmados.

## Geografía
Según la Oficina del Censo, el condado tiene un área total de 2349 km² (906,9 mi²), de la cual 2308 km² (891,1 mi²) es tierra y 41 km² (15,8 mi²) (1.80%) es agua.

### Condados adyacentes
- Condado de Wyoming (norte)
- Condado de Lackawanna (noreste)
- Condado de Monroe (este)
- Condado de Carbon (sureste)
- Condado de Schuylkill (sur)
- Condado de Columbia (oeste)
- Condado de Sullivan (noroeste)

## Demografía
Según el Censo de 2020, el condado tenía un 89,3% de blancos, un 6,6% de negros o afroamericanos, un 0,7% de nativos americanos, un 1,4% de asiáticos y un 2,0% de dos o más razas. El 13,8 % de la población era de ascendencia hispana o latina.
Según el censo de 2000, el condado cuenta con 319.250 habitantes, 130.687 hogares y 84.293 familias residentes. La densidad de población es de 138 hab/km² (358 hab/mi²). Hay 144.686 unidades habitacionales con una densidad promedio de 63 u.a./km² (162 u.a./mi²). La composición racial de la población del condado es 96,63% Blanca, 1,69% Afroamericana o Negra, 0,09% Nativa americana, 0,58% Asiática, 0,01% De las islas del Pacífico, 0,43% de Otros orígenes y 0,57% de dos o más razas. El 1,16% de la población es de origen Hispano o Latino cualquiera sea su raza de origen.
De los 130.687 hogares, en el 26,50% de ellos viven menores de edad, 48,80% están formados por parejas casadas que viven juntas, 11,50% son llevados por una mujer sin esposo presente y 35,50% no son familias. El 31,30% de todos los hogares están formados por una sola persona y 16,00% de ellos incluyen a una persona de más de 65 años. El promedio de habitantes por hogar es de 2,34 y el tamaño promedio de las familias es de 2,95 personas.
El 21,00% de la población del condado tiene menos de 18 años, el 8,10% tiene entre 18 y 24 años, el 27,20% tiene entre 25 y 44 años, el 24,00% tiene entre 45 y 64 años y el 19,70% tiene más de 65 años de edad. La mediana de la edad es de 41 años. Por cada 100 mujeres hay 93,00 hombres y por cada 100 mujeres de más de 18 años hay 89,50 hombres.
El Condado de es el único condado de los Estados Unidos donde una mayoría de ciudadanos se considera con orígenes en Polonia; la mayoría de los habitantes de Pensilvania se consideran de origen alemán.

## Localidades

### Ciudades

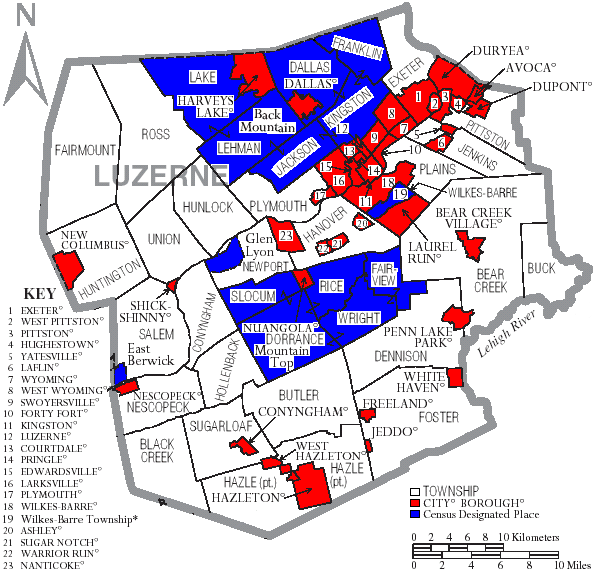
Localidades del condado de Luzerne

| - Hazleton: 23,329 - Nanticoke: 10,955 | - Pittston: 8,104 - Wilkes-Barre: 43,123 (sede de condado) |

### Boroughs
| - Ashley - Avoca - Bear Creek Village - Conyngham - Courtdale - Dallas - Dupont - Duryea - Edwardsville - Exeter - Forty Fort - Freeland | - Harveys Lake - Hughestown - Jeddo - Kingston - Laflin - Larksville - Laurel Run - Luzerne - Nescopeck - New Columbus - Nuangola - Penn Lake Park | - Plymouth - Pringle - Shickshinny - Sugar Notch - Swoyersville - Warrior Run - West Hazleton - West Pittston - West Wyoming - White Haven - Wyoming - Yatesville |

### Municipios
| - Municipio de Bear Creek - Municipio de Black Creek - Municipio de Buck - Municipio de Butler - Municipio de Conyngham - Municipio de Dallas - Municipio de Dennison - Municipio de Dorrance - Municipio de Exeter - Municipio de Fairmount - Municipio de Fairview - Municipio de Foster | - Municipio de Franklin - Municipio de Hanover - Municipio de Hazle - Municipio de Hollenback - Municipio de Hunlock - Municipio de Huntington - Municipio de Jackson - Municipio de Jenkins - Municipio de Kingston - Municipio de Lake - Municipio de Lehman - Municipio de Nescopeck | - Municipio de Newport - Municipio de Pittston - Municipio de Plains - Municipio de Plymouth - Municipio de Rice - Municipio de Ross - Municipio de Salem - Municipio de Slocum - Municipio de Sugarloaf - Municipio de Union - Municipio de Wilkes-Barre - Municipio de Wright |

### Lugares designados por el censo
Lugares designados por el censo son áreas geográficas designado por la Oficina del Censo de los Estados Unidos con propósitos para datos geográficos. Ellos no están bajo la jurisdicción de las leyes de Pensilvania.
| - Back Mountain - Beech Mountain Lakes - Chase - East Berwick - Glen Lyon - Hilldale - Inkerman - Hudson | - Hickory Hills - Mocanaqua - Mountain Top - Pardeesville - Wanamie - Weston - West Nanticoke |